# Завадівська сільська рада (Корсунь-Шевченківський район)
Зава́дівська сільська́ ра́да — адміністративно-територіальна одиниця та орган місцевого самоврядування в Корсунь-Шевченківському районі Черкаської області. Адміністративний центр — село Завадівка.

## Загальні відомості
- Населення ради: 849 осіб (станом на 2001 рік)

## Населені пункти
Сільській раді підпорядковані населені пункти:
- с. Завадівка

## Склад ради
Рада складається з 14 депутатів та голови.
- Голова ради: Куліченко Анатолій Васильович
- Секретар ради: Шаповал Валентина Василівна

### Керівний склад попередніх скликань
| Прізвище, ім'я, по батькові   | Основні відомості                                                                       | Дата обрання | Дата звільнення |
| ----------------------------- | --------------------------------------------------------------------------------------- | ------------ | --------------- |
| Куліченко Анатолій Васильович | Сільський голова, 1968 року народження, освіта вища, член Соціалістичної партії України | 26.03.2006   | 31.10.2010      |
| Куліченко Анатолій Васильович | Сільський голова, 1968 року народження, освіта вища, безпартійний                       | 31.10.2010   |                 |

Примітка: таблиця складена за даними сайту Верховної Ради України

### Депутати
За результатами місцевих виборів 2010 року депутатами ради стали:

#### За суб'єктами висування
| Суб'єкт висування | Кількість обраних депутатів | %    |
| ----------------- | --------------------------- | ---- |
| Самовисування     | 10                          | 71,4 |
| Партія регіонів   | 4                           | 28,6 |

#### За округами
| № округу        | Прізвище, ім'я, по батькові  | Дата визнання обраним | Освіта  | Партійна приналежність | Відомості про обраного депутата                         |
| --------------- | ---------------------------- | --------------------- | ------- | ---------------------- | ------------------------------------------------------- |
| Партія регіонів |                              |                       |         |                        |                                                         |
| 3               | Шаповал Валентина Василівна  | 04.11.2010            | вища    | позапартійна           | Завадівська с/рада, секретар                            |
| 9               | Шаповал Людмила Іванівна     | 04.11.2010            | вища    | позапартійна           | Завадівський фельдшерсько-акушерський пункт, фельдшер   |
| 13              | Мельник Іван Миколайович     | 04.11.2010            | середня | позапартійний          | тимчасово не працює                                     |
| 14              | Ніжніченко Юрій Васильович   | 04.11.2010            | вища    | позапартійний          | Мліївський інститут помології, завідувач філії Мліївсад |
| Самовисування   |                              |                       |         |                        |                                                         |
| 1               | Заєць Ольга Вікторівна       | 04.11.2010            | вища    | позапартійна           | тимчасово не працює                                     |
| 2               | Колісник Олександр Іванович  | 04.11.2010            | вища    | позапартійний          | пенсіонер                                               |
| 4               | Бурлака Лідія Василівна      | 04.11.2010            | вища    | позапартійна           | Завадівський НВК, вчитель                               |
| 5               | Яценко Микола Васильович     | 04.11.2010            | середня | позапартійний          | Корсунь-Шевченківське ПЧ-8, монтер                      |
| 6               | Андрейко Ніна Василівна      | 04.11.2010            | вища    | позапартійна           | пенсіонер                                               |
| 7               | Нешко Анатолій Олександрович | 04.11.2010            | вища    | позапартійний          | пенсіонер                                               |
| 8               | Дрозд Анатолій Миколайович   | 04.11.2010            | вища    | позапартійний          | ТОВ «Свігрант», водій                                   |
| 10              | Нешко Павло Олександрович    | 04.11.2010            | середня | позапартійний          | тимчасово не працює                                     |
| 11              | Марченко Тамара Іванівна     | 04.11.2010            | середня | позапартійна           | тимчасово не працює                                     |
| 12              | Доник Микола Григорович      | 04.11.2010            | середня | позапартійний          | тимчасово не працює                                     |